# Лотто-Миллион
«Лотто-Миллион» — всероссийская тиражная числовая лотерея по формуле «6 из 49», проводившаяся в России с 1 октября 1992 по 26 декабря 2009 года.

## История
В 1989 году греческий бизнесмен Маркос Шиапанис, получивший образование в СССР и занимавшийся туристическим бизнесом, связанным с Советским Союзом, обратился к Олимпийскому Комитету СССР с предложением проводить лотерею по качественно новой технологии — электронной (до этого тиражные числовые лотереи в СССР проводились «типографским методом», то есть игрок отдавал отрывную часть билета распространителю, который передавал данные в центр проведения лотереи). Идея начала осуществляться на практике в августе 1991 года, когда в Москве было зарегистрировано российско-греческое совместное предприятие «Олимпийская лотерея». Учредителями СП выступили греческая компания Intracom (45 %), Национальный олимпийский комитет России (30 %) и кипрский холдинг Marcos Shiapanis & Co. & Business Management & Consulting LTD (25 %). Уставный фонд предприятия составил 18 миллионов долларов США. Было принято решение о проведении лотереи по формуле «6/49», одной из самых распространённых в мире (в СССР в 1970—1985 годах по такой схеме проводилось «Спортлото»).
В июле 1992 года в Москве началась установка специализированных киосков «Лотто-Миллион». Лотерея должна была стать технологическим прорывом — если в «Спортлото» игрок должен был отправлять билеты на тираж за несколько дней (при этом организатор лотереи снимал с себя ответственность за несвоевременное получение билетов и опоздавшие варианты участвовали в одном из последующих тиражей), то в новой лотерее участник, заполнив бланк, отдавал его продавцу для сканирования на аппарате. Данные сохранялись на съёмной капсуле аппарата, также аппарат отрезал свой корешок билета с отмеченными номерами. В дальнейшем капсуле передавались в вычислительный центр лотереи.
Характерной особенностью киосков «Лотто-Миллион» стало наличие на них рекламы сигарет «Camel».
Была запущена рекламная кампания лотереи, которая в 1990-х годах считалась одной из самых дорогих.
Для привлечения москвичей к игре первые три тиража были бесплатными. В первом тираже за 6 угаданных номеров обещали приз в 1 миллион рублей (по официальному курсу — более 3 тысяч долларов США), во втором — 2 миллиона, в третьем — 4 миллиона. В третьем тираже «Джек-пот» был сорван двумя счастливчиками, отгадавшими по 6 номеров. С четвёртого тиража билеты лотереи стали платными (10 рублей). Можно было играть по «развёрнутой системе», отмечая более 6 номеров в одном варианте с пропорциональным увеличением цены билета.
Тиражи «Лотто-Миллион» транслировались в прямом эфире, вечером по четвергам на 1-м канале Останкино. Первоначально вещание шло только на Европейскую часть России. Первые выпуски вели две пары ведущих Михаил Ширвиндт (это был его дебют на телевидении) и Ольга Савельева; а также Екатерина Колодная и Степан Полянский. Программа включала розыгрыш тиража, конкурсы в студии, музыкальные номера, игра в моментальные лотереи и объявление результатов. Это выгодно отличало «Лотто-Миллион» от «Спортлото» — если в последнем результаты текущего розыгрыша объявляли лишь в следующем тираже, то в «Лотто-Миллион» максимум через 20 минут после выпадения выигрышной комбинации можно было узнать количество выигрышей и их размеры. С 1994 по 1996 год программа сочетала в себе нелицензированную адаптацию игрового шоу The Price is Right и тираж лотереи.
Впервые во время розыгрыша использовался вертикальный электронный лототрон, который приводился в движение путём нажатия кнопок. Шарики были разноцветными — от 1 до 10 — синего цвета, от 11 до 20 — оранжевого, от 21 до 30 — зелёного, от 31 до 40 — красного и от 41 до 45 — фиолетового. Во время вращения лототрона мигали 6 лампочек под лототроном, при выпадении шара лампочка загоралась, несколько раз шары попадали даже не в нужную ячейку. Были даже случаи выхода из строя лототрона, но через мгновение лототрон вновь стал работать, а однажды в 1990-е годы лототрон вышел из строя и не запускался. Пришлось даже вызывать механика, а пока механик ремонтировал лототрон для зрителей была объявлена «Музыкальная пауза». Когда лототрон починили, выпали оставшиеся три шара. Чуть позже данный тип лототрона использовался в лотереях «Спортлото» (последние годы существования в конце 90-х годов XX века), «Золотой ключ» и «Русская тройка». Лототрон, использовавшиеся в лотерее «Лотто-Миллион» использовался летом для выпадения номера в рамках сдачи ЕГЭ.
Призовой фонд лотереи составлял 40 % выручки от продажи билетов (выигрыши выплачивали за 4,5 и 6 номеров), 30 % направлялось в Олимпийский комитет, 30 % оставляло себе СП «Олимпийская лотерея». В 6 тираже лотереи вновь был сорван «Джек-пот», который составил 17 млн. 220 тыс. рублей — рекордный на то время выигрыш в России.
Большие размеры джек-потов обеспечивались высокой долей призового фонда, направлявшегося на выигрыши первой категории (40 %) — в «Спортлото» большая часть призового фонда шла в младшие категории. Также в «Лотто-Миллион» существовал т. н. «Резервный фонд джек-пота» — после розыгрыша джек-пота резервный фонд в следующем тираже прибавлялся к сумме приза 1-й категории, поддерживая новый джек-пот на высоком уровне.
Киоски «Лотто-Миллион» постепенно распространились по территории России и лотерея на несколько лет стала лидером рынка.
В 1995 году по Указу Президента РФ было создано ОАО «Российские лотереи», которое стало оператором «Лотто-Миллион» и других спортивных лотерей. Результаты тиражей «Лотто-Миллион» оглашались во время розыгрышей «Спортлото».
В 1996 году джек-пот «Лотто-Миллион» достиг рекордного уровня — более 5,8 миллиардов неденоминированных рублей (более 1,1 миллионов долларов). Этот рекорд (в долларовом выражении) держался последующие 8 лет. В следующем тираже за счёт резервного фонда джек-пот составил 1,2 млрд рублей — и также был разыгран!
В 1996 году позиции лотереи на российском рынке пошатнулись. Появился реальный конкурент — «Русское лото», получившее статус всероссийской лотереи. Преимущества «Русское лото» — обращение к национальным традициям игры, новизна лотерей типа «Бинго», более зрелищный розыгрыш, у игроков не было необходимости самим выбирать комбинации, призовой фонд — 50 % стоимости проданных билетов и шансы на выигрыш были более высокими — выигрывал примерно каждый 200-й билет, а для «Лотто-Миллион» математическая вероятность выигрыша 4 номеров составляла 1 к 1032.
Несмотря на то, что билеты «Русское лото» стоили в несколько раз дороже, «Лотто-Миллион» утратил свои позиции. Съёмки телешоу были прекращены, тиражи стали транслировать в записи по воскресеньям на РТР, совместно с тиражами «Спортлото» и «Счастливая пятёрка». В дальнейшем тиражи выходили в утреннее время по субботам на ОРТ, последняя трансляция была 6 сентября 1998 года. Скорее всего, в связи с экономическим кризисом у «Российская лотерея» не было возможности оплачивать эфирное время и тиражи стали проходить в офисе оператора с возможностью присутствия всех желающих игроков.
В 1999 году в лотерее участвовало около 200 тысяч вариантов в неделю (при цене билета 2 руб.)
С 2000 по 2001 год «Лотто-Миллион» выходил на ОРТ по субботам в качестве рекламы (в перерыве программы «Время»).
В дальнейшем организатором лотереи стало ОАО «Спортивные лотереи». «Лотто-Миллион» было переименовано в «Лотто 6 из 49», призовой фонд был увеличен до 50 %, а выигрыши стали платить и за 3 угаданных номера. В 2003 году была возобновлена трансляция розыгрышей по телевидению (по субботам на НТВ). Количество сыгранных в одном тираже вариантов достигало 60-70 тысяч (при цене 5 руб. за вариант). В апреле 2004 года был разыгран джек-пот в 11 млн рублей. В то же время уже действовал Федеральный закон «О лотереях», не позволявший накапливать джек-пот более 20 тиражей подряд. Отсутствие солидных сумм на кону привело к дальнейшему падению популярности лотереи. Прекратились ТВ-трансляции, результаты тиражей публиковались на сайте «Спортивная лотерея» www.sportloto.ru и в газете «Советский спорт». В последних тиражах лотереи участвовало примерно от 3 до 7 тысяч билетов (по цене 10 рублей). 26 декабря 2009 года состоялся последний тираж.
24 июня 2010 года ОАО «Спортивные лотереи» получило от ФНС России разрешение на проведение до 24 июня 2015 года нескольких лотерей, в том числе «Лотто 6 из 49». Однако лотерея не была возобновлена.
Всероссийскую государственную лотерею по формуле «6 из 49» с октября 2011 года проводит ООО «Спортлото» при посредстве «Сбербанк» в рамках лотерей, направленных на финансирование Зимних Олимпийских игр 2014 в Сочи. С весны 2012 года сайт «Спортивная лотерея» также перешёл к ООО «Спортлото».

## Ведущие
- Михаил Ширвиндт[2]
- Ольга Савельева
- Екатерина Колодная
- Степан Полянский[3]
- Сергей Точилин[4]
- Сергей Шатунов[5]
- Вячеслав Полейко
- Александр Точильников